# Nepogomphus walli
Nepogomphus walli – gatunek ważki z rodziny gadziogłówkowatych (Gomphidae).